# Andrius Burba
Andrius Burba (* 15. April 1978 in Klaipėda) ist ein litauischer Jurist und ehemaliger liberaler Politiker,  Mitglied des Seimas.

## Leben
Von 1993 bis 1996 absolvierte Burba die polytechnische Schule Klaipėda und wurde Computeroperator. Er arbeitete in einer Tourismus-Firma. Ab 1996 studierte er das Wirtschaftsrecht am Kollegium für Sozialwissenschaften in Klaipėda. Ab 1999 arbeitete er am Bezirksverwaltungsgericht Klaipėda und ab 2000 studierte er Recht und Verwaltung an der Mykolas-Romer-Universität in Vilnius und von 2004 bis 2006 im Masterstudium des Verwaltungsrechts der Mykolas-Romer-Universität. Daneben studierte er am Rechtsinstitut der Vytautas-Magnus-Universität Kaunas.
Von November 2010 bis 2012 war er Mitglied des Seimas (als Nachfolger von Linas Karalius).